# Oppdalstjärnen
Oppdalstjärnen är en sjö i Åre kommun i Jämtland och ingår i Indalsälvens huvudavrinningsområde. Sjön har en area på 0,0491 kvadratkilometer och ligger 523,1 meter över havet. Oppdalstjärnen ligger i Ånnsjön Natura 2000-område. Sjön avvattnas av vattendraget Oppdalsbäcken.

## Delavrinningsområde
Oppdalstjärnen ingår i det delavrinningsområde (702056-132704) som SMHI kallar för Mynnar i Indalsälvens vattendragsyta. Medelhöjden är 747 meter över havet och ytan är 6,89 kvadratkilometer. Det finns inga avrinningsområden uppströms utan avrinningsområdet är högsta punkten. Oppdalsbäcken som avvattnar avrinningsområdet har biflödesordning 3, vilket innebär att vattnet flödar genom totalt 3 vattendrag innan det når havet efter 377 kilometer. Avrinningsområdet består mestadels av skog (37 procent) och kalfjäll (53 procent). Avrinningsområdet har 0,05 kvadratkilometer vattenytor vilket ger det en sjöprocent på 0,8 procent.